# Paul Tracy
Paul Anthony Tracy (Scarborough, 17 dicembre 1968) è un pilota automobilistico canadese di Champ Car, vincitore del titolo nel 2003 con il team Forsythe Racing.
Detiene tuttora il record di velocità in circuito: nel 1996 al Michigan International Speedway (ovale da 2 miglia) il canadese raggiunge la velocità di 256,948 miglia orarie (413 km/h) su una Penske Mercedes.
È conosciuto con il soprannome "The Thrill from West Hill". Paul Tracy fece un test con la Benetton all'Estoril nel 1994, riuscendo a girare più veloce dei piloti JJ Lehto e Jos Verstappen, rispettivamente seconda guida e collaudatore Benetton. Il pilota canadese è stato solamente 7 decimi di secondo più lento della pole di Gerhard Berger, nonostante questo Flavio Briatore offrì un contratto con poche garanzie per la stagione 1995, perciò Tracy decise di rimanere in Formula CART.

## Risultati in CART/Champ Car
- 1991: 21º
- 1992: 12º
- 1993: 3º, 5 vittorie
- 1994: 3º, 3 vittorie
- 1995: 6º, 2 vittorie
- 1996: 13º
- 1997: 5º, 3 vittorie
- 1998: 13º
- 1999: 3º, 2 vittorie
- 2000: 5º, 3 vittorie
- 2001: 14º
- 2002: 11º, 1 vittoria
- 2003: Campione (su Lola B03/00), 7 vittorie
- 2004: 4º, 2 vittorie
- 2005: 3º, 2 vittorie
- 2006: 7º
- 2007: 11º, 1 vittoria